# Ehle
Ehle är en cirka 40 kilometer lång högerbiflod till Elbe och flyter i Sachsen-Anhalt i Tyskland. Ehles källa befinner sig i landskapet Fläming. På vägen västerut passerar den städerna Möckern och Gommern innan den rinner samman med Elbe vid Biederitz nära Magdeburg.